# Saramech
Saramech är en ort i Armenien.   Den ligger i provinsen Lori, i den nordvästra delen av landet, 70 kilometer norr om huvudstaden Jerevan. Saramech ligger 1 780 meter över havet och antalet invånare är 1 111.
Terrängen runt Saramech är lite bergig. Närmaste större samhälle är Spitak, 7,4 kilometer nordost om Saramech.
Trakten runt Saramech består i huvudsak av gräsmarker. Runt Saramech är det ganska tätbefolkat, med 60 invånare per kvadratkilometer.